# Max John Rodrigues
Max John Rodrígues (ur. 29 maja 1938 w Karaczi) – pakistański duchowny katolicki, biskup hajdarabadzki w latach 2000–2014.

## Życiorys
Święcenia kapłańskie przyjął 6 stycznia 1966 z rąk papieża Pawła VI. Przez 16 lat był dyrektorem Wyższej Szkoły św. Pawła w Karaczi.

### Episkopat
3 grudnia 1999 roku został mianowany przez papieża Jana Pawła II biskupem diecezji hajdarabadzkiej. Sakry biskupiej udzielił mu 25 marca 2000 abp Simeon Anthony Pereira, zaś 9 kwietnia tegoż roku objął kanonicznie diecezję.
16 grudnia 2014 odszedł na emeryturę.